# Furukawa Electric Soccer Club 1982
Questa voce raccoglie le informazioni riguardanti il Furukawa Electric Soccer Club nelle competizioni ufficiali della stagione 1982

## Stagione
Propostosi subito tra le pretendenti alla vittoria finale del campionato il Furukawa Electric, dopo aver concluso il girone di andata a un punto dalla vetta, vinse la Coppa di Lega dopo aver prevalso in finale contro lo Yanmar Diesel diretto avversario nella lotta al titolo. Nel corso del girone di ritorno la squadra, assieme al Mitsubishi Heavy Industries, prese il comando della classifica per poi mollare la presa all'ultima giornata per via di una sconfitta contro l'Honda Motor. Al termine della stagione il Furukawa Electric disputò la Coppa dell'Imperatore, dove giunse sino ai quarti di finale in cui fu eliminato ai tiri di rigore dallo stesso Yanmar Diesel sconfitto in Coppa di Lega.

## Maglie e sponsor
Le maglie, prodotte dalla Asics, recano sulla parte anteriore la scritta Furukawa.
| Manica sinistra · Manica sinistra · Maglietta · Maglietta · Manica destra · Manica destra · Pantaloncini · Calzettoni | Manica sinistra · Maglietta · Manica destra · Pantaloncini · Calzettoni |  |

## Rosa
| N. |                     | Ruolo | Calciatore        |
| -- | ------------------- | ----- | ----------------- |
| 14 | Giappone (bandiera) | C     | Satoshi Miyauchi  |
| 15 | Giappone (bandiera) | D     | Hisashi Kaneko    |
|    | Giappone (bandiera) | P     | Chōei Satō        |
|    | Giappone (bandiera) | P     | Yoshio Katō       |
|    | Giappone (bandiera) | D     | Takeshi Okada     |
|    | Giappone (bandiera) | D     | Eijun Kiyokumo    |
|    | Giappone (bandiera) | D     | Osamu Kawamoto    |
|    | Giappone (bandiera) | D     | Shigemi Ishii     |
|    | Giappone (bandiera) | D     | Hiroshi Kobayashi |
|    | Giappone (bandiera) | C     | Kazuhiro Miyabe   |

| N. |                     | Ruolo | Calciatore       |
| -- | ------------------- | ----- | ---------------- |
|    | Giappone (bandiera) | C     | Tadahisa Onizuka |
|    | Giappone (bandiera) | C     | Hideki Maeda     |
|    | Giappone (bandiera) | C     | Takashi Kuwahara |
|    | Giappone (bandiera) | A     | Yoshikazu Nagai  |
|    | Giappone (bandiera) | A     | Hiroshi Yoshida  |
|    | Giappone (bandiera) | A     | Kazuo Waseda     |
|    | Giappone (bandiera) | A     | Masaaki Kanno    |
|    | Giappone (bandiera) | A     | Kōzō Tashima     |
|    | Giappone (bandiera) | A     | Tatsuya Oishi    |

## Risultati

### Japan Soccer League

#### Girone di andata
| Hiroshima 4 aprile 1982 | Mazda | 1 – 1 | Furukawa Electric | (2,000 spett.) |

| Tokyo 9 aprile 1982 | Furukawa Electric | 1 – 1 | Nippon Kokan | (1,500 spett.) |

| Tokyo 16 aprile 1982 | Nissan Motors | 1 – 5 | Furukawa Electric | (1,500 spett.) |

| Tokyo 25 aprile 1982 | Furukawa Electric | 2 – 0 | Fujita Kogyo | (3,500 spett.) |

| Tokyo 29 aprile 1982 | Yomiuri | 1 – 2 | Furukawa Electric | (4,000 spett.) |

| Tokyo 9 maggio 1982 | Furukawa Electric | 1 – 1 | Yanmar Diesel | (4,000 spett.) |

| Tokyo 14 maggio 1982 | Mitsubishi HI | 1 – 2 | Furukawa Electric | (1,500 spett.) |

| Tokyo 19 maggio 1982 | Furukawa Electric | 4 – 2 | Honda Motor | (3,000 spett.) |

| Tokyo 23 maggio 1982 | Furukawa Electric | 1 – 2 | Hitachi | (2,000 spett.) |

#### Girone di ritorno
| Tokyo 3 settembre 1982 | Hitachi | 1 – 2 | Furukawa Electric | (2,000 spett.) |

| Tokyo 13 settembre 1982 | Furukawa Electric | 0 – 0 | Mazda | (150 spett.) |

| Yokohama 17 settembre 1982 | Nippon Kokan | 1 – 1 | Furukawa Electric | (850 spett.) |

| Yokohama 25 settembre 1982 | Furukawa Electric | 1 – 0 | Nissan Motors | (900 spett.) |

| Tokyo 3 ottobre 1982 | Fujita Kogyo | 0 – 0 | Furukawa Electric | (4,800 spett.) |

| Tokyo 10 ottobre 1982 | Furukawa Electric | 0 – 2 | Yomiuri | (2,700 spett.) |

| Osaka 17 ottobre 1982 | Yanmar Diesel | 0 – 2 | Furukawa Electric | (4,000 spett.) |

| Omiya 23 ottobre 1982 | Furukawa Electric | 0 – 1 | Mitsubishi HI | (2,500 spett.) |

| Hamamatsu 31 ottobre 1982 | Honda Motor | 2 – 1 | Furukawa Electric | (3,500 spett.) |

### Japan Soccer League Cup
| Yokohama 4 agosto 1982 | Furukawa Electric | 3 – 1 | Yomiuri | (200 spett.) |

| Ichihara 7 agosto 1982 | Furukawa Electric | 6 – 1 | Nissan Motors | (350 spett.) |

| Ichihara 8 agosto 1982 | Furukawa Electric | 4 – 3 | Mitsubishi HI | (350 spett.) |

| Tokyo 29 agosto 1982                         | Nippon Kokan         | 1 – 1 (d.t.s.) | Furukawa Electric |  |
| \| \| \| \| \| \| Tiri di rigore 3 – 4 \| \| |                      |                |                   |  |
|                                              |                      |                |                   |  |
|                                              | Tiri di rigore 3 – 4 |                |                   |  |

| Tokyo 30 agosto 1982 | Furukawa Electric | 3 – 2 | Yanmar Diesel |  |

### Coppa dell'Imperatore
| Kitakyushu 18 dicembre 1982 | Furukawa Electric | 3 – 1 | Fukuoka Daigaku |  |

| Kitakyushu 19 dicembre 1982 | Nippon Steel | 0 – 3 | Furukawa Electric |  |

| Osaka 26 dicembre 1982                       | Furukawa Electric    | 0 – 0 (d.t.s.) | Yanmar Diesel |  |
| \| \| \| \| \| \| Tiri di rigore 2 – 3 \| \| |                      |                |               |  |
|                                              |                      |                |               |  |
|                                              | Tiri di rigore 2 – 3 |                |               |  |

## Statistiche

### Statistiche di squadra
| Competizione          | Punti | Totale | Totale | Totale | Totale | Totale | Totale | DR  |
| Competizione          | Punti | G      | V      | N      | P      | Gf     | Gs     | DR  |
| --------------------- | ----- | ------ | ------ | ------ | ------ | ------ | ------ | --- |
| JSL Division 1        | 21    | 18     | 8      | 5      | 5      | 25     | 19     | +6  |
| JSL Cup               | -     | 5      | 4      | 1      | 0      | 17     | 8      | +9  |
| Coppa dell'Imperatore | -     | 3      | 2      | 1      | 0      | 6      | 1      | +5  |
| Totale                | -     | 26     | 14     | 7      | 5      | 48     | 28     | +20 |

### Statistiche dei giocatori
| Giocatore    | JSL Division 1 | JSL Division 1 | JSL Cup  | JSL Cup | Coppa dell'Imperatore | Coppa dell'Imperatore | Totale   | Totale |
| Giocatore    | Presenze       | Reti           | Presenze | Reti    | Presenze              | Reti                  | Presenze | Reti   |
| ------------ | -------------- | -------------- | -------- | ------- | --------------------- | --------------------- | -------- | ------ |
| S. Ishii     | 17             | 0              | ?        | 0       | ?                     | 0                     | 17+      | 0      |
| H. Kaneko    | 12             | 1              | ?        | 1       | ?                     | 1                     | 12+      | 3      |
| M. Kanno     | ?              | 1              | ?        | 1       | ?                     | 2                     | ?        | 4      |
| E. Kiyokumo  | 5              | 0              | ?        | 0       | ?                     | 0                     | 5+       | 0      |
| H. Kobayashi | ?              | 0              | ?        | 0       | ?                     | 1                     | ?        | 1      |
| H. Maeda     | 13             | 7              | ?        | 1       | ?                     | 0                     | 13+      | 8      |
| K. Miyabe    | ?              | 1              | ?        | 0       | ?                     | 0                     | ?        | 1      |
| S. Miyauchi  | ?              | 1              | ?        | 0       | ?                     | 0                     | ?        | 1      |
| Y. Nagai     | 10             | 1              | ?        | 0       | ?                     | 1                     | 10+      | 2      |
| T. Okada     | 18             | 0              | ?        | 0       | ?                     | 0                     | 18+      | 0      |
| T. Onizuka   | ?              | 2              | ?        | 1       | ?                     | 1                     | ?        | 4      |
| C. Sato      | 18             | -?             | ?        | -?      | ?                     | -?                    | 18+      | -?     |
| K. Tashima   | 11             | 1              | ?        | 0       | ?                     | 0                     | 11+      | 1      |
| K. Waseda    | 18             | 3              | ?        | 1       | ?                     | 0                     | 18+      | 4      |
| H. Yoshida   | 14             | 1              | ?        | 0       | ?                     | 0                     | 14+      | 1      |